# Escolha discreta
Na economia, os modelos de escolha discreta, ou modelo de escolha qualitativa, descrevem, explicam e predizem escolhas entre duas ou mais escolhas discretas, tais como entrar ou não no mercado laboral ou escolher entre meios de transporte. Tais escolhas contrastam cos modelos de consumo estândar nos quais a quantidade que cada bem consumido é assumida como uma variável contínua.
Transformando referencias em usos pré-definidos.